# Obersee (Königssee)
Obersee là một hồ núi tự nhiên trên dãy núi Berchtesgaden Alps ở Thượng Bayern.

## Miêu tả
Diện tích lưu vực của hồ rộng khoảng 38 km², với độ sâu trung bình là 29,60 m và tối đa là 51 m nó có lượng nước là 16,855,000 m³. Với chiều dài 1,32 km, chiều rộng 0,42 km và chu vi 3,5 km bề mặt nước bao phủ 57 Hecta. Mực nước có độ cao là 613,1 m so với mực nước biển.
Obersee cách Königssee, nằm ở phía bắc, bởi một bức tường băng tích, được ước tính có chiều dài đến 700 m, chiều rộng 800 m và chiều cao 320 m. Đó là khối núi đổ nát từ một trận núi lở đất rơi vào năm 1172 vẫn còn được nhìn thấy cho đến ngày nay dưới dạng những khối đá hùng vĩ trong khu rừng phù sa ở đáy thung lũng và những bãi cỏ của Saletalm.
Trên bờ nam nằm ở độ cao 620 m trên mặt nước biển  nông trại Fischunkelalm  đã có từ 500 năm nay, có hàng quán được quản lý bởi hai phụ nữ nông dân  từ giữa tháng Năm đến giữa tháng Mười.
Ở hai bên dọc theo chiều dài của hồ không có đảo nhô lên những bức tường đá cao 1000 m, trong khi ở bờ phía nam, mặt đất vương lên thoai thoải. Từ bức tường đá Röthwand cao 470 m nhô lên phía sau nó, nước từ con suối Röthbachfall  rơi xuống Almboden, và từ bức tường Brustwand về phía bắc xuống hố Landtalgraben. Các dòng suối hợp nhất và rỉ từ Fischunkel, phần sau cùng của thung lũng, và chảy dưới lòng đất đến Obersee.
Obersee cung cấp nước qua con rạch, được gọi là Saletbach, dài khoảng 600 m cho Königssee. Nằm cách Königssee một nửa đường, con suối mở rộng về phía nam đến hồ nhỏ Mittersee, khoảng 110 m dài 60 m rộng, với kích thước chỉ 0,44 Ha. Mực nước ở độ cao 608 m trên mực nước biển .

Kể từ khi Vườn quốc gia Berchtesgaden được thành lập vào ngày 1 Tháng 8 năm 1978 hồ Obersee không còn được câu cá nữa. Ngày nay, nhiều loài cá có thể được tìm thấy ở Obersee, bao gồm cả cá hồi bắc cực và cá hồi hồ.

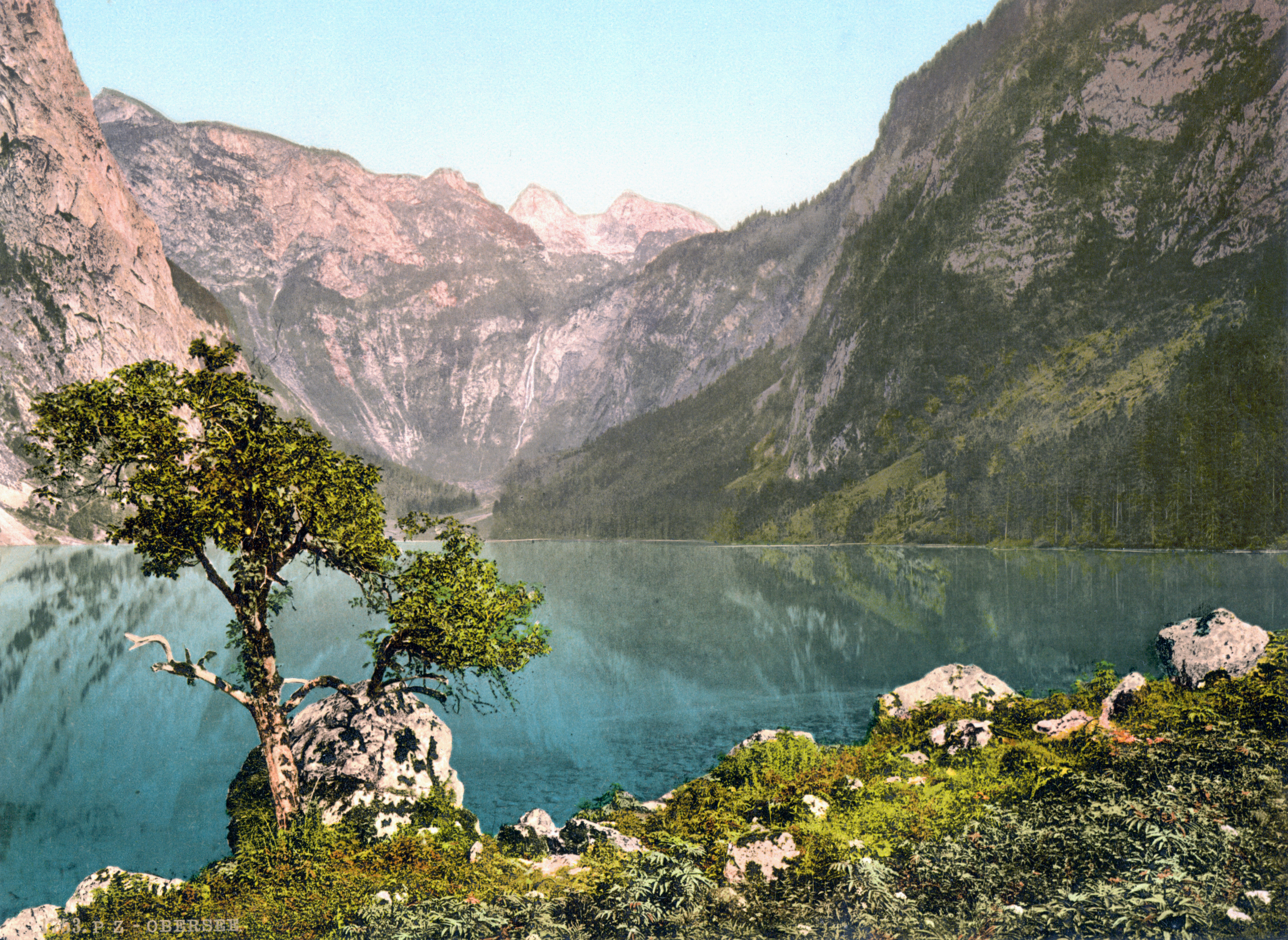
Obersee vào khoảng năm 1900, trong lòng chảo phía trên Röthwand là Wasseralm, bên trái Hochsäul (2073 m)
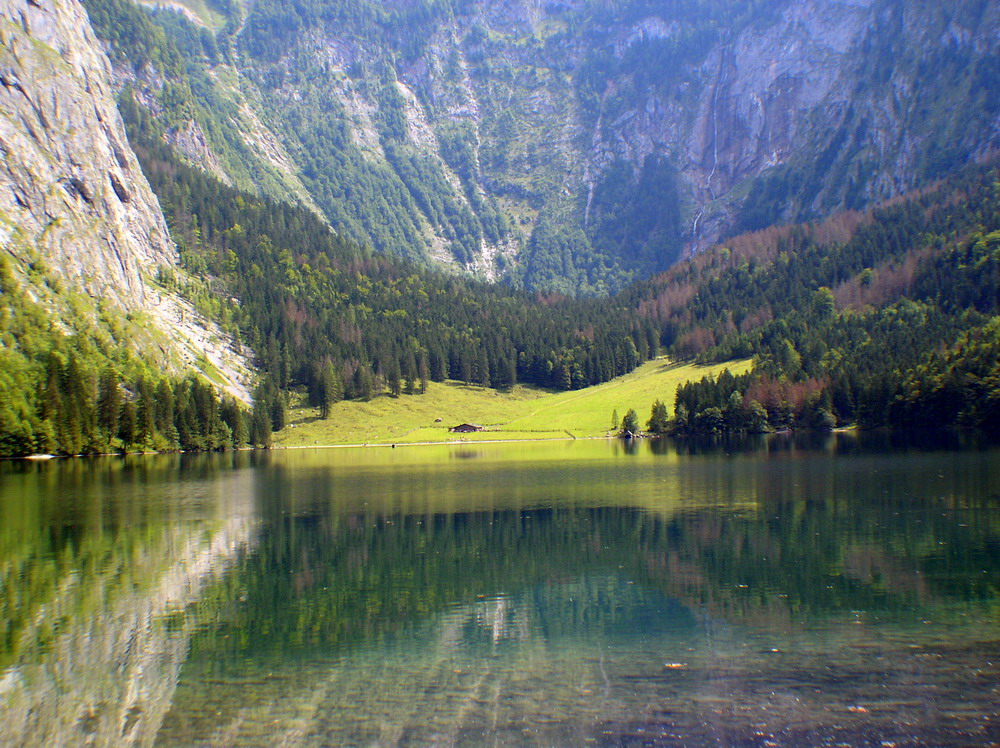
Nhìn qua Obersee đến Fischunkelalm, đằng sau nó là Röth
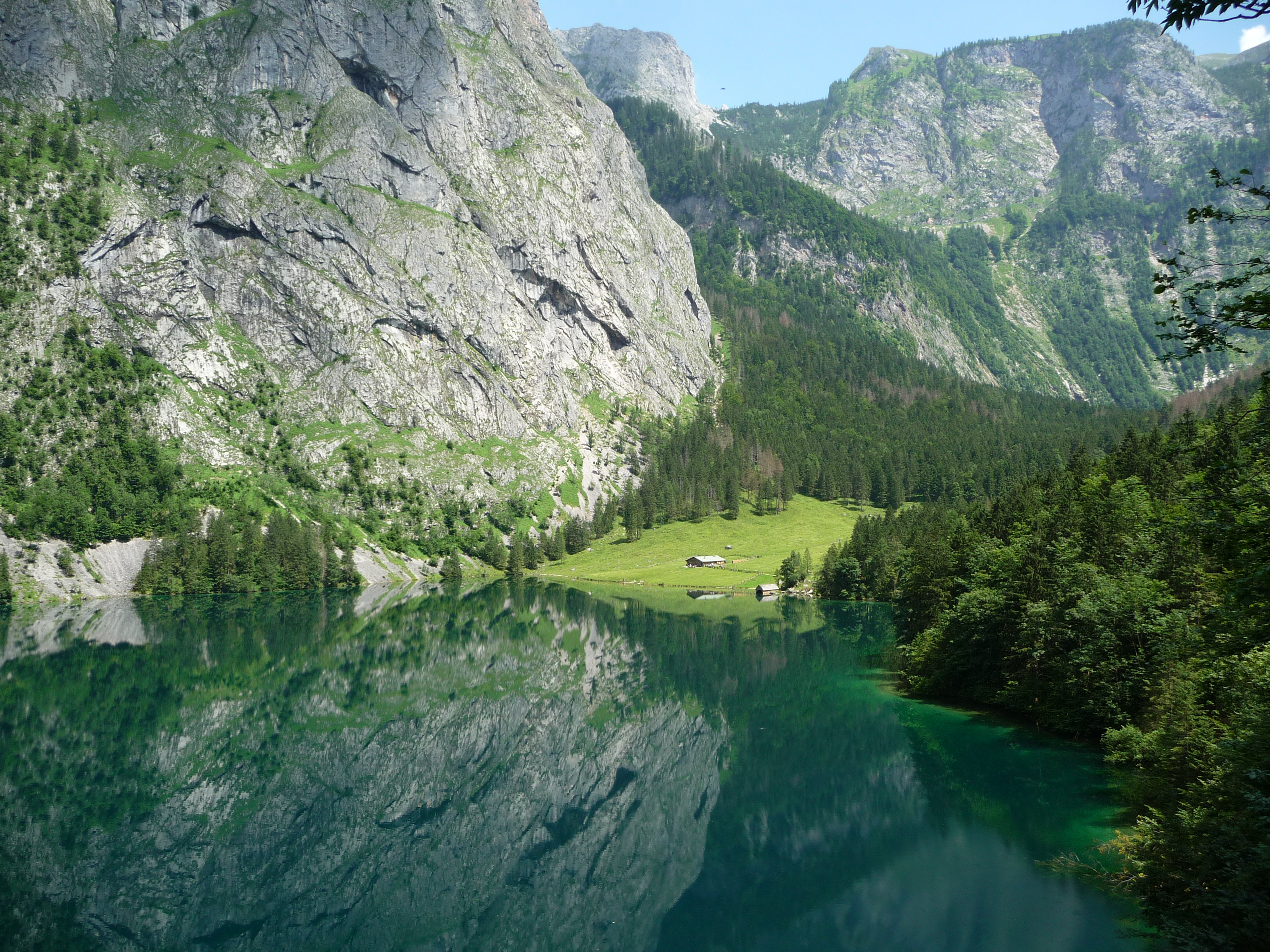
Quang cảnh bờ đông (Fischunkelalm)
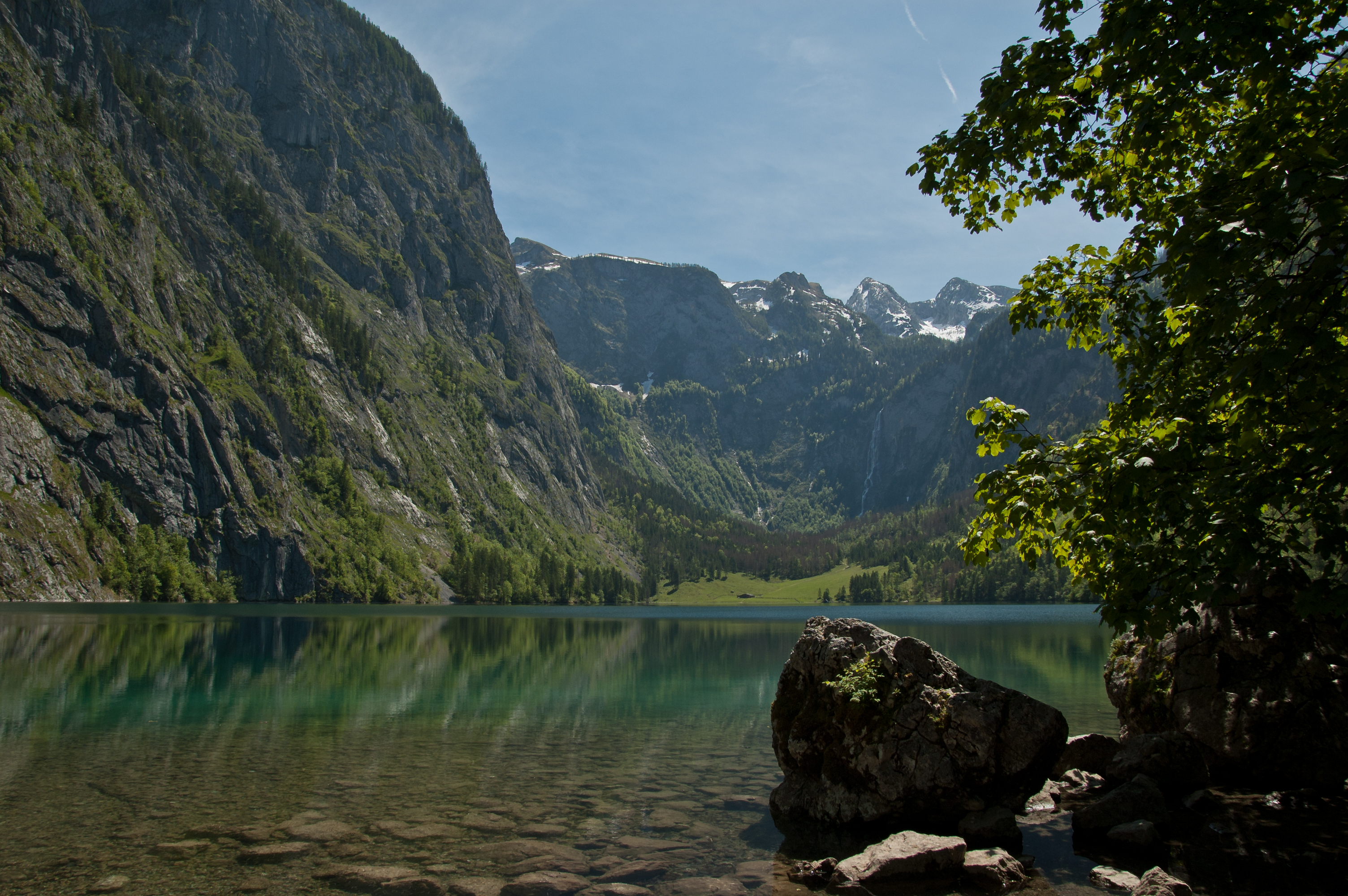
Trong thung lũng, phía sau là Röthbachfall, đằng sau Teufelshörner
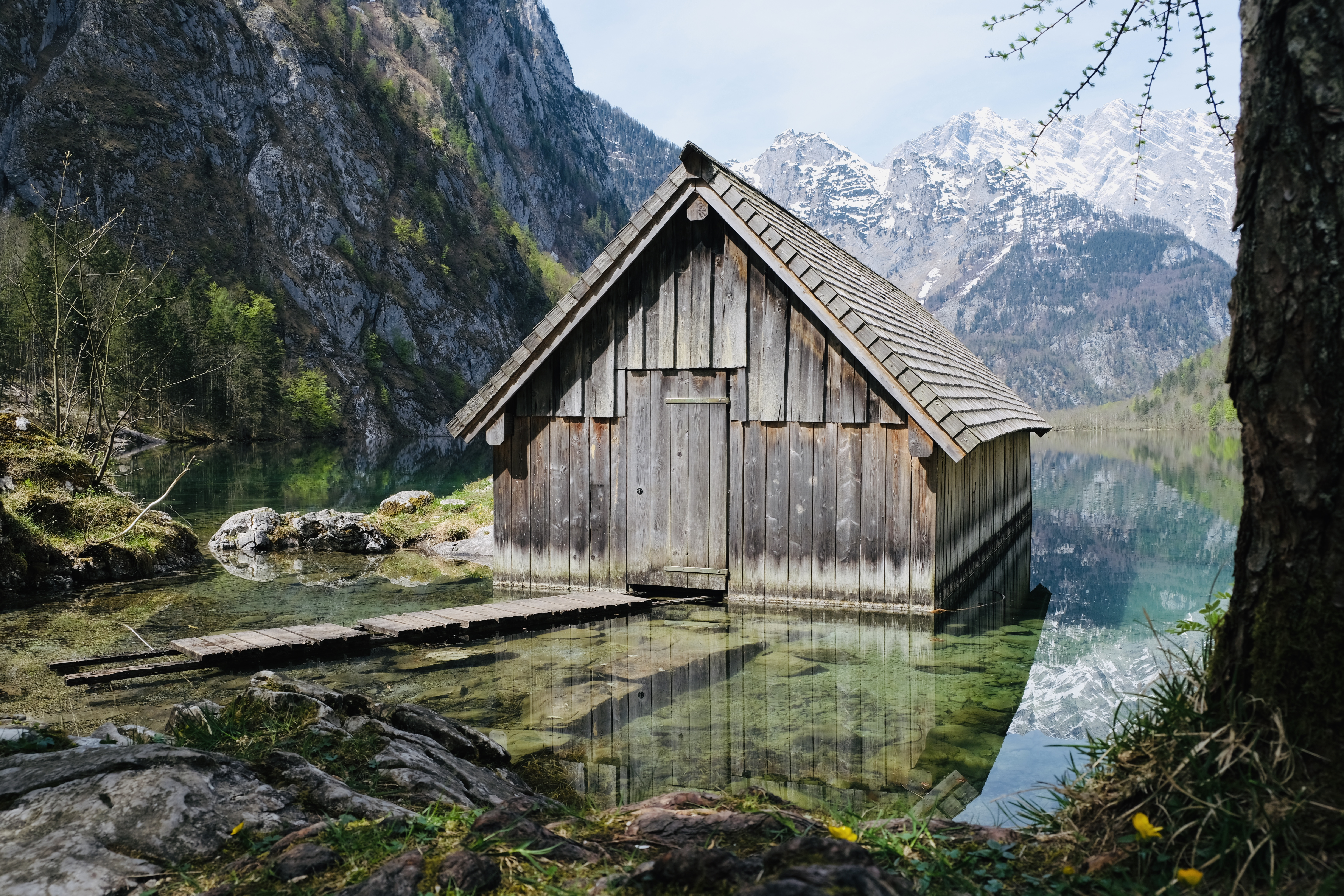
Nhà thuyền trên Obersee
- Quang cảnh từ Obersee